# ジャック・レアチュー
ジャック・レアチュー（Jacques Réattu、1760年8月3日 - 1833年4月7日）はフランスの画家である。

## 略歴
ブーシュ＝デュ＝ローヌ県のアルルに生まれた。画家、ギヨーム・ド・バレーム(Guillaume de Barrême de Châteaufort:1719-1775)と、画家アントワーヌ・ラスパール(Antoine Raspal:1738-1811)の姉との間の婚外子で、ラスパールから最初の絵画教育を受けた。
1775年に、王立絵画彫刻アカデミーの学校で、シモン・ジュリアン(Simon Julien :1735-1800）に学んだ後、ジャン＝バプティスト・ルニョーに学んだ。歴史画を描き、有望な学生に送られるローマ賞に1782年から挑戦し、1790年になって受賞した。
ローマ賞受賞者には4年間のローマ留学の奨学金が与えられることになっていたが、フランス革命による政治的混乱からローマ滞在を中断し、1793年にフランスに戻った。
マルセイユに移り、1795年に革命政府が進めたタンプル・ド・ラ・レゾン（fr:Temple de la Raison、理性崇拝の神殿）の設置に伴なう装飾画の仕事を命じられ、革命の理想を描く仕事をした。1798年に故郷、アルルに戻り、その後はこの地域の施設の装飾画を描いた。

## 作品
- タティウスの死 (1788)
- The Triumph of Civilization｜｢文明の勝利｣
- 自由は世界を旅する。(1794)
- Jacob's Dream｢ヤコブの夢｣
- Prométhée élevé au ciel par le Génie de la Liberté et protégé par Minerve｢守護神ミネルヴァと精霊に導かれるプロメテウス｣(1792)
- アルキビアデスの死（未完）